# Ferrières-lès-Scey
Ferrières-lès-Scey település Franciaországban, Haute-Saône megyében. Lakosainak száma 131 fő (2022. január 1.). Ferrières-lès-Scey Port-sur-Saône, Chemilly, Chassey-lès-Scey, Scey-sur-Saône-et-Saint-Albin és Vauchoux községekkel határos.

## Népesség
A település népességének változása:
| Lakosok száma | 135  | 126  | 130  | 124  | 124  | 130  | 130  | 130  | 131  |
|               | 2013 | 2015 | 2016 | 2017 | 2018 | 2019 | 2020 | 2021 | 2022 |